# Paul Meyer (regista)
Paul Meyer (Limal, 29 settembre 1920 – Liegi, 30 settembre 2007) è stato un regista belga, specializzato in cortometraggi e documentari.

## Biografia
Nato da madre originaria della regione vallone Borinage, sita nella Provincia dell'Hainaut, dedicò la maggior parte dei suoi lavori a quella regione. Il padre era originario dell'Alsazia ed era istitutore a Eupen nel cantone germanofono. Egli imparò così a parlare la lingua francese in casa e quella tedesca nella vita esterna alla famiglia. All'Università di Verviers scoprì la lotta di classe. Nel 1938 inizia a studiare alla École nationale supérieure d'architecture et des arts décoratifs e poi lavorò al Théâtre prolétarien. Fondò un teatro per bambini che venne alloggiato presso il Palais des Beaux-Arts di Bruxelles, alla Toneeljeugd (Jeunesses théâtrales flamandes), dove venivano rappresentate opere di Molière, Goldoni, Plauto...
Si dedicò poi alla cinematografia occupandosi prevalentemente di cortometraggi e documentari.

## Filmografia
- 1949: Kastel (cortometraggio)[2]
- 1955: L'abbaye de la Cambre (cortometraggio)[2]
- 1956: Klinkaart (cortometraggio)[2]
- 1958: Le Retable de Notre-Dame de Lombeek (telefilm)[2]
- 1958: Le logement social (cortometraggio)[2]
- 1958: Stèle pour Egmont (cortometraggio)[2]
- 1960: Déjà s'envole la fleur maigre[2]
- 1961: Borinage 61 (cortometraggio)[2]
- 1962: Le nerf de la paix (mediometraggio)[2]
- 1962: Le Circuite de la mort[2]
- 1962-1966: Ce pain quotidien (serie televisiva)
- 1965: Le Temps (cortometraggio)[2]
- 1975: Ça va, les parnajons ? (cortometraggio)[2]
- 1977: L'herbe sous les pieds[2]
- 1989: Zone rouge (documentario)[2]
- 1994: Vandycke, dingue, dong (documentario)